# كيني فيلدز
كيني فيلدز (بالإنجليزية: Kenny Fields)‏ مواليد 9 فبراير 1962 في آيوا سيتي، هو لاعب كرة سلة أمريكي سابق. بدأ مسيرته الاحترافية في سنة 1984. تم اختياره من قبل فريق ميلووكي باكز خلال الدرافت. يبلغ طوله 6 قدم 5 بوصة (2.0 م). اعتزل اللعب في 1988.

## المسيرة الاحترافية
لعب مع ميلووكي باكز من سنة 1984 إلى 1987، ثم لعب مع لوس أنجلوس كليبرز في موسم 1986–1987، ثم لعب مع لوس أنجلوس كليبرز في سنة 1988.

## روابط خارجية
- كيني فيلدز على موقع إن بي أي (الإنجليزية)
- كيني فيلدز على موقع سبورتس رفرنس (الإنجليزية)
- كيني فيلدز على موقع كلية كرة السلة في سبورتس رفرنس.كوم (الإنجليزية)
- كيني فيلدز على موقع ريلجم (الإنجليزية)
- كيني فيلدز على موقع بروبوليرز (الإنجليزية)